# San Rafael La Independencia
San Rafael La Independencia é uma cidade da Guatemala do departamento de Huehuetenango.